# 14060 Патерсонюен
14060 Патерсонюен (14060 Patersonewen) — астероїд головного поясу, відкритий 18 січня 1996 року.
Тіссеранів параметр щодо Юпітера — 3,535.